# Desire (singel Darina)
Desire – trzeci singel szwedzkiego piosenkarza Darina z trzeciej płyty Break the News. Wydany w Szwecji 7 maja 2007, oraz jako drugi singel po utworze „Insanity” w Niemczech.

## Utwory na płycie
Digital download (iTunes)
1. "Desire" (original version) — 3:07

Wzbogacony CD maxi singel
1. "Desire" (original version) — 3:07
2. "Desire" (radio edit) — 3:07
3. "Desire" (instrumental) — 3:07
4. "What If I Kissed You Now" — 3:27
5. "Desire" (video) — 3:09
6. "Desire" (live in Köln 25.09.07) (video) — 3:40

## Pozycje na listach
| Lista (2007) | Pozycja |
| ------------ | ------- |
| Niemcy       | 53      |